# Neamblysomus
Neamblysomus är ett släkte i familjen guldmullvadar med två arter som förekommer i Sydafrika. De räknades tidigare till släktet Amblysomus men utgör idag ett eget släkte.
Arterna är:
- Neamblysomus gunningi lever i regionen Transvaal i nordöstra Sydafrika, den listas av IUCN som starkt hotad (EN).
- Neamblysomus julianae hittas i flera från varandra skilda områden i samma region, den listas som sårbar (VU).

## Beskrivning
Liksom andra guldmullvadar påminner arterna om den europeiska mullvaden men det finns inget nära släktskap mellan dessa djur. De har stora framtassar med kraftiga klor för att gräva i marken. Yttre öron saknas och de små ögonen är täckta av päls. Pälsfärgen är på ovansidan guldbrun med bronsfärgade eller kanelfärgade skuggor. Buken kan vara ljusare. Kroppslängden ligger vid cirka 10 cm och svansen saknas. Vikten varierar mellan 20 och 25 gram.
Levnadssättet är nästan outrett. Individerna lever i underjordiska tunnlar (främst i skogar). Troligen har varje individ sitt eget revir. Som föda antas daggmaskar och insekter.